# Ammobates semitorquatus
Ammobates semitorquatus är en biart som först beskrevs av Warncke 1983.  Ammobates semitorquatus ingår i släktet Ammobates och familjen långtungebin. Inga underarter finns listade i Catalogue of Life.